# Saint-Pierre-de-Chignac
Saint-Pierre-de-Chignac ist eine französische Gemeinde mit 944 Einwohnern (Stand: 1. Januar 2022) im Département Dordogne in der Region Nouvelle-Aquitaine. Sie gehört zum Arrondissement Périgueux und zum Kanton Isle-Manoire. Die Bewohner werden Chignacois und Chignacoises genannt.

## Geographie
Saint-Pierre-de-Chignac liegt in der Landschaft Périgord, etwa zwölf Kilometer südöstlich von Périgueux. Nachbargemeinden sind: Bassillac et Auberoche im Norden, Saint-Crépin-d’Auberoche im Osten, Saint-Geyrac im Südosten, La Douze im Süden sowie Boulazac Isle Manoire im Westen.

## Bevölkerungsentwicklung
| Jahr                       | 1962 | 1968 | 1975 | 1982 | 1990 | 1999 | 2006 | 2019 |
| Einwohner                  | 664  | 675  | 654  | 718  | 771  | 777  | 776  | 885  |
| Quellen: Cassini und INSEE |      |      |      |      |      |      |      |      |

## Verkehr
Saint Pierre de Chignac liegt an der Bahnstrecke Coutras–Tulle und wird im Regionalverkehr mit TER-Zügen bedient.

## Sehenswürdigkeiten
- Kirche Saint-Pierre-ès-Liens
- Schloss Lardimalie aus dem 19. Jahrhundert mit Park, seit 1984 in Teilen als Monument historique eingeschrieben
- Schloss Les Maillots
- Chartreuse von Fayard
- Museum Chai de Lardimalie, 1902 erbaut, seit 2010 als Monument historique eingeschrieben

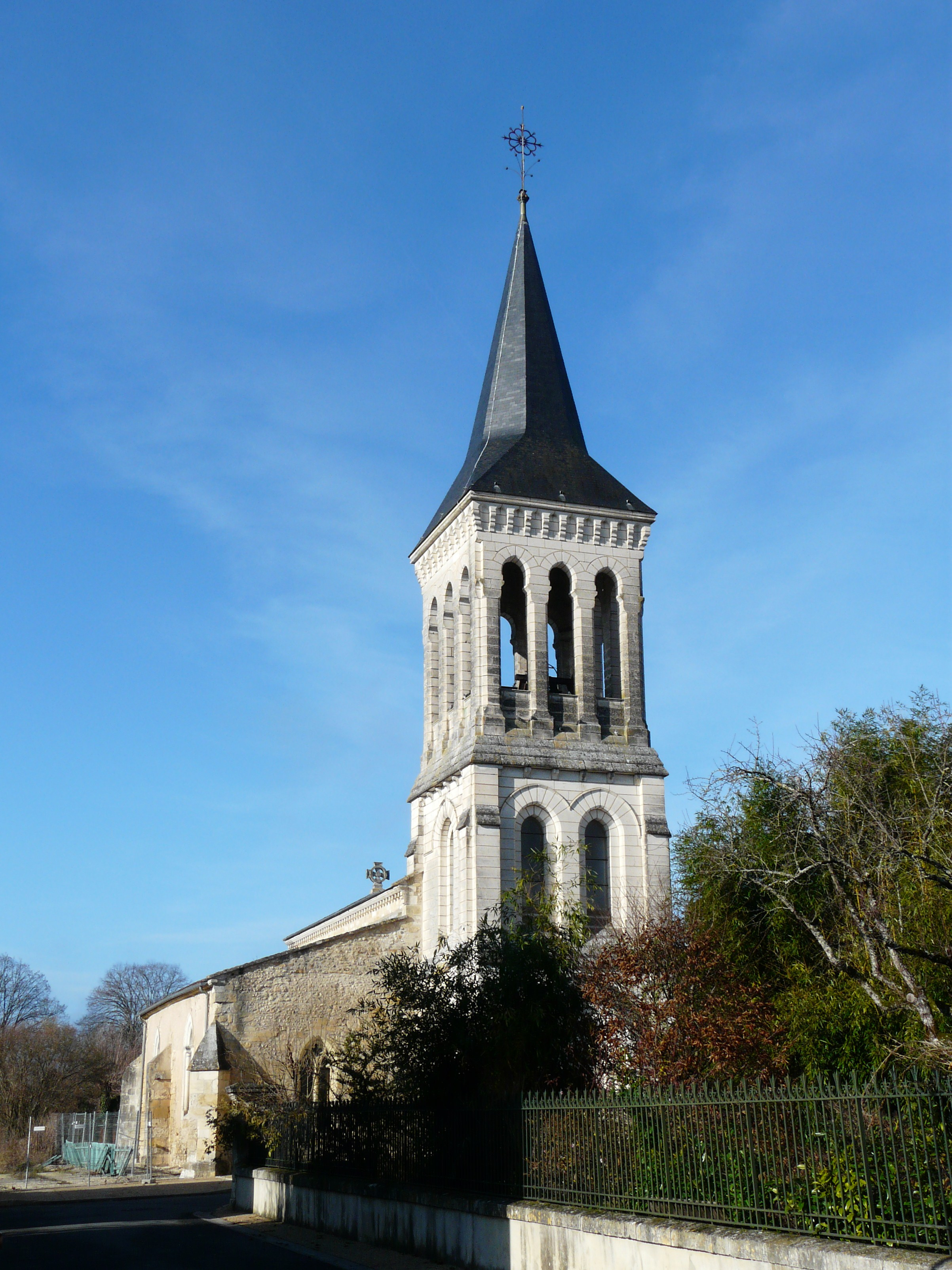
Kirche Saint-Pierre-ès-Liens (Sankt Petri in Ketten)
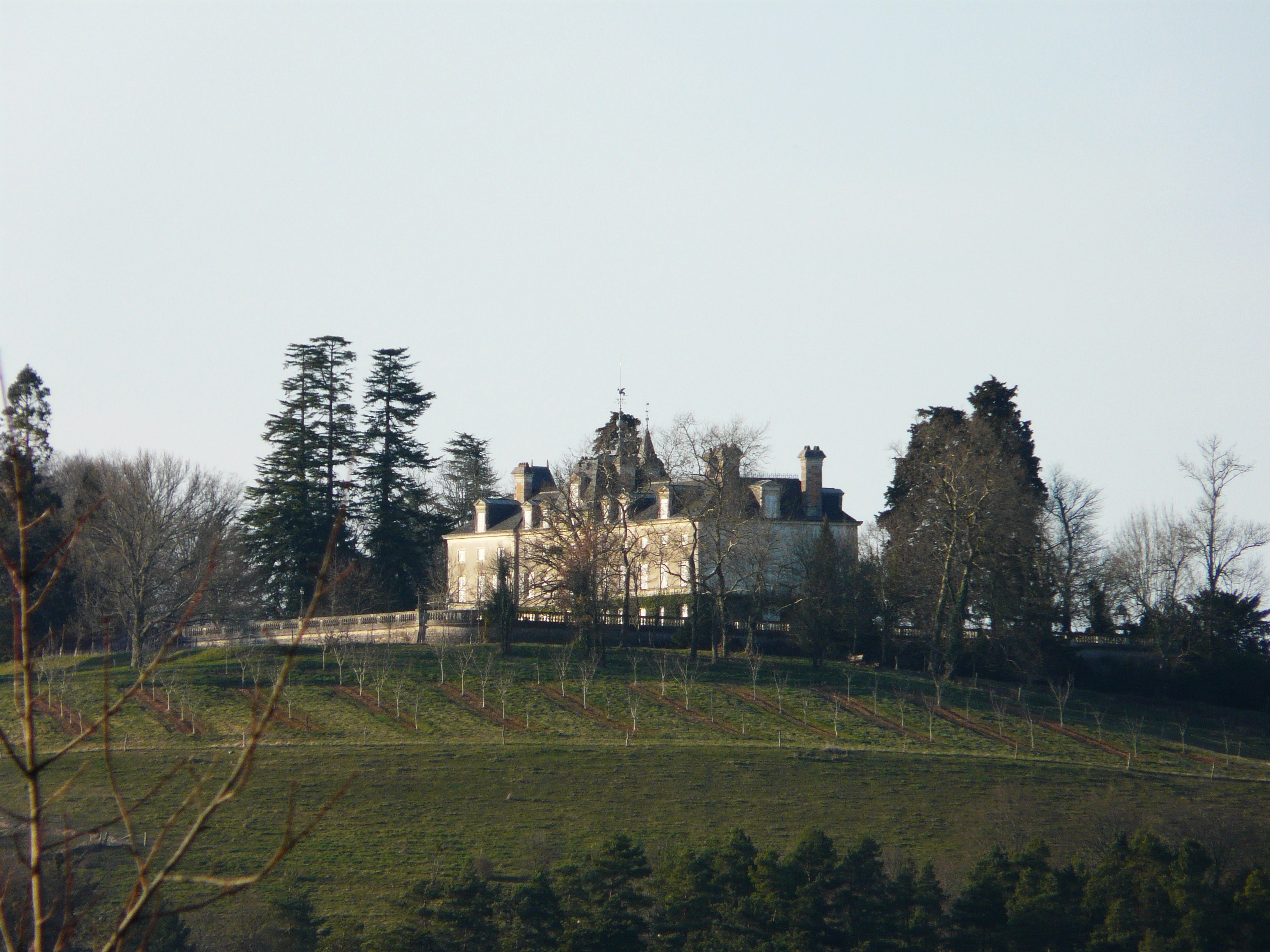
Schloss Lardimalie
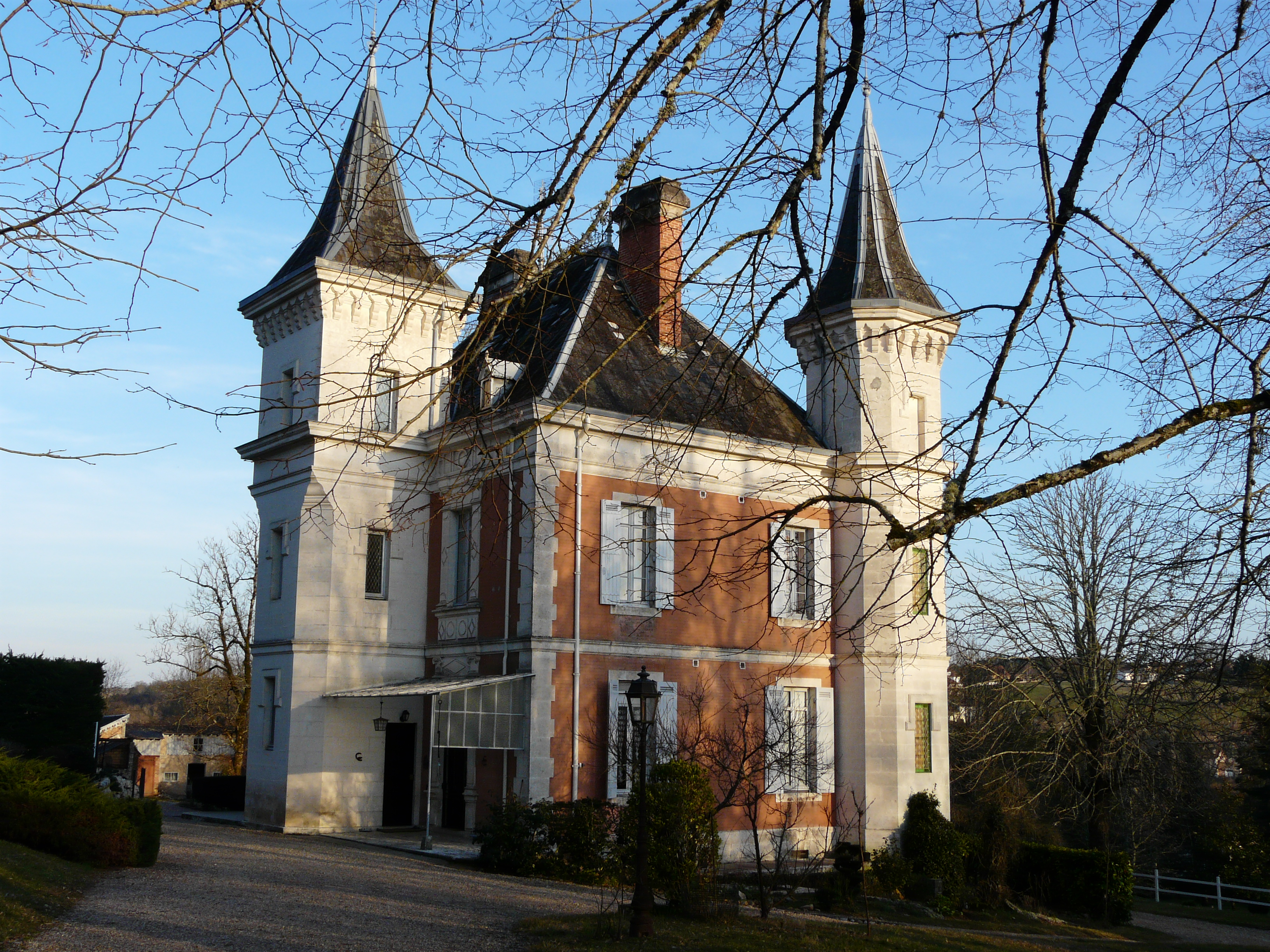
Schloss Les Maillots
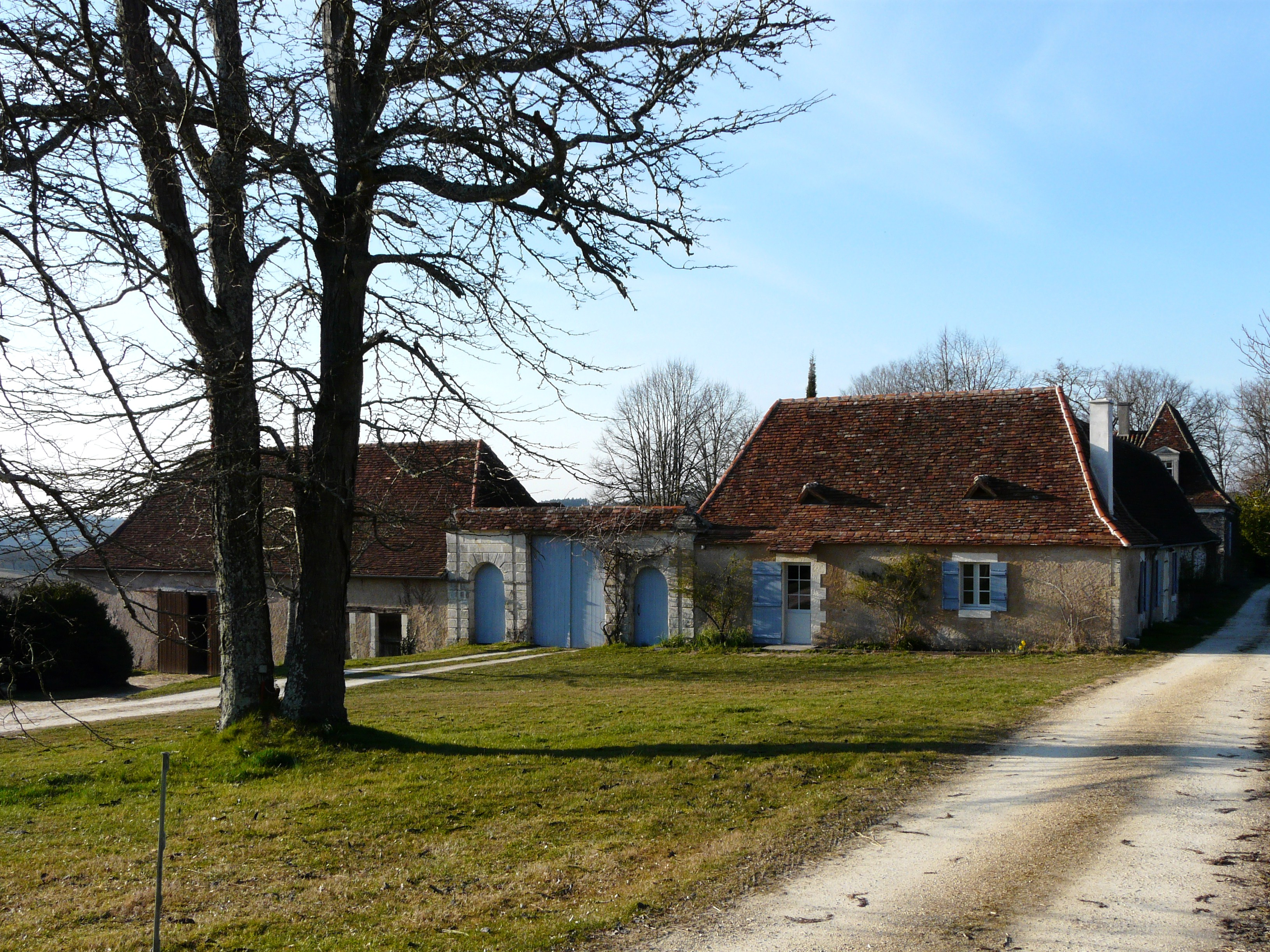
Chartreuse von Fayard